# Luciobarbus microcephalus
Luciobarbus microcephalus är en fiskart som först beskrevs av Almaça, 1967.  Luciobarbus microcephalus ingår i släktet Luciobarbus och familjen karpfiskar. IUCN kategoriserar arten globalt som sårbar. Inga underarter finns listade i Catalogue of Life.